# Zygmunt Pawlas
Zygmunt Pawlas (ur. 28 października 1930 w Jasienicy, zm. 20 czerwca 2001 w Katowicach) – polski szablista, srebrny medalista olimpijski i czterokrotny medalista mistrzostw świata.
Reprezentował barwy katowickich klubów. Indywidualnie nie zdobywał medali, jednak w latach 50. był częścią drużyny, regularnie zdobywającej medale na MŚ i IO. Brał udział w igrzyskach olimpijskich w Helsinkach (1952), gdzie był piąty w zawodach drużynowych. Na rozgrywanych cztery lata później igrzyskach w Melbourne zdobył drużynowo srebrny medal. W rywalizacji drużynowej zdobył również srebrny medal na mistrzostwach świata w Luksemburgu (1954) oraz brązowe na mistrzostwach świata w Brukseli (1953), mistrzostwach świata w Paryżu (1957) i mistrzostwach świata w Filadelfii (1958)..
Po zakończeniu kariery pracował jako trener, był także sędzią międzynarodowym i działaczem.
Jego żona – Elżbieta także uprawiała szermierkę.
Pochowany został na cmentarzu ewangelickim przy ul. Francuskiej w Katowicach (kw. 7-F-5).

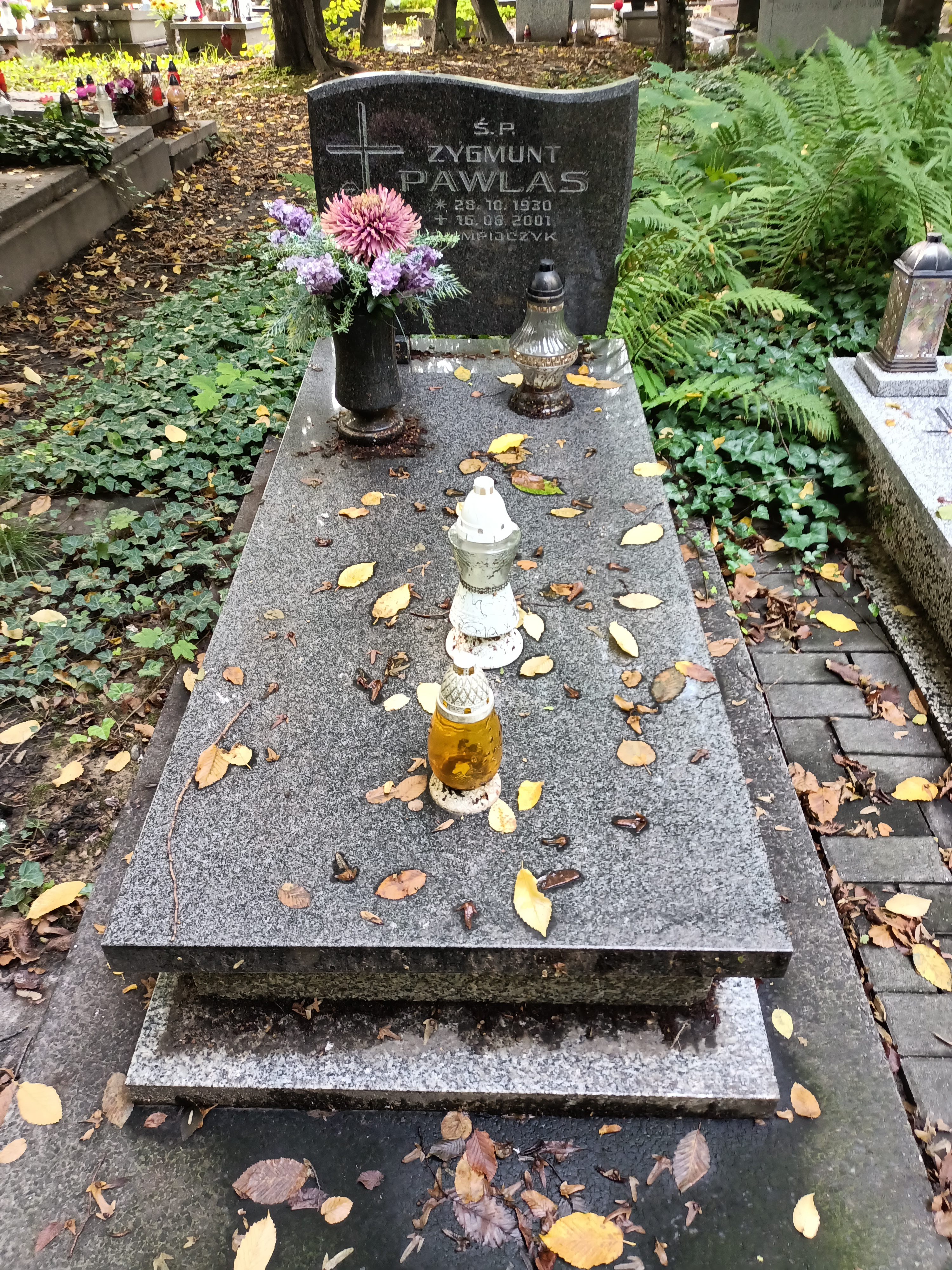
Grób Zygmunta Pawlasa na cmentarzu ewangelickim przy ul Francuskiej w Katowicach